# Kali Rocha

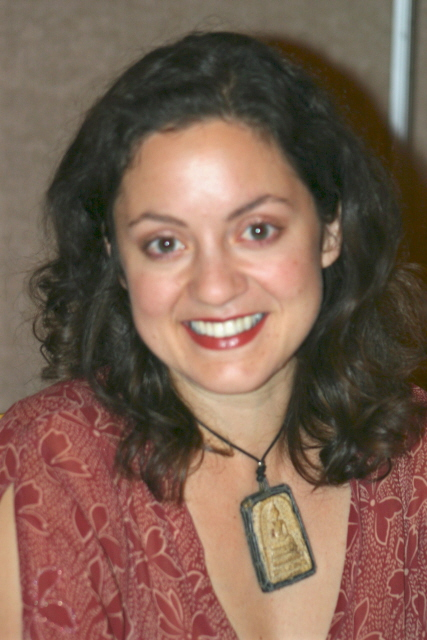
Rocha im Jahr 2005

Kali Michele Rocha (* 5. Dezember 1971 in Memphis, Tennessee) ist eine US-amerikanische Schauspielerin. 
Rocha wuchs in Providence (Rhode Island) auf und absolvierte 1993 ihre Schauspielausbildung an der Carnegie Mellon School of Drama in Pittsburgh, Pennsylvania. Seit 1996 war sie in mehr als 60 Film- und vor allem Fernsehproduktionen zu sehen. Als Drehbuchautorin war sie an dem Film Space Station 76 (2014) und der Serie Liv und Maddie beteiligt. In beiden trat sie auch als Schauspielerin in Erscheinung.

## Filmografie (Auswahl)
- 1996: Hexenjagd (The Crucible)
- 1997: LIBERTY! The American Revolution
- 1998: Der Liebesbrief (The Love Letter)
- 1998: Liebe in jeder Beziehung (The Object of My Affection)
- 2000: Es begann im September (Autumn in New York)
- 2000: Meine Braut, ihr Vater und ich (Meet the Parents)
- 2000, 2002: Buffy – Im Bann der Dämonen (Buffy the Vampire Slayer, Fernsehserie, 7 Folgen)
- 2001: When Billie Beat Bobb
- 2001: Cursed (Fernsehserie)
- 2001: Becker
- 2002: Weißer Oleander (White Oleander)
- 2002: Frauenpower
- 2003: Gods and Generals
- 2004: Meine Frau, ihre Schwiegereltern und ich (Meet the Fockers)
- 2005: Family Plan
- 2006: Bones – Die Knochenjägerin (Bones, Fernsehserie, Folge 2x07 Das Mädchen und die Schönheit)
- 2006–2007, 2024: Grey’s Anatomy (Fernsehserie, 9 Folgen)
- 2008: Nur über ihre Leiche (Over Her Dead Body)
- 2009: Sherri (Fernsehserie, 13 Folgen)
- 2009: Tödliche Augenblicke (Stolen Lives)
- 2010: Buried – Lebend begraben (Buried, Stimme)
- 2010: Shit! My Dad Says ($#*! My Dad Says, Fernsehserie, Folge 1x10)
- 2011: Drop Dead Diva (Fernsehserie, Folge 3x09)
- 2011: The Exes (Fernsehserie, Folge 1x05)
- 2012: Modern Family (Fernsehserie, Folge 3x17)
- 2012: CSI: Vegas (CSI: Crime Scene Investigation, Fernsehserie, Folge 12x20)
- 2013–2017: Liv und Maddie (Liv and Maddie, Fernsehserie)
- 2014: Space Station 76
- 2014: The Loft
- 2016–2020: Man with a Plan (Fernsehserie)
- 2024: Ein Mädchen namens Lay Lay (That Girl Lay Lay, Fernsehserie, 1 Folge)